# Ślazówka

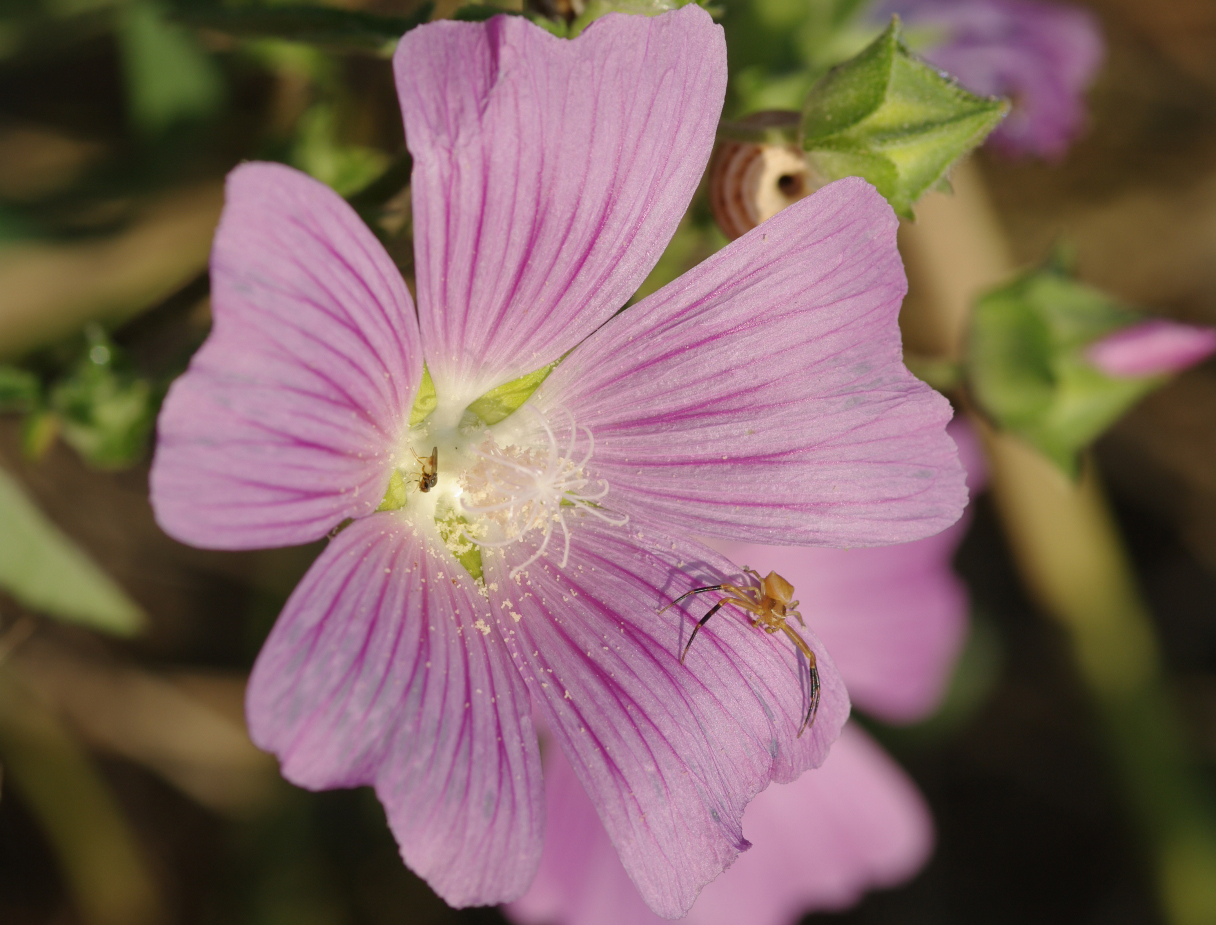
Kwiat ślazówki turyngskiej

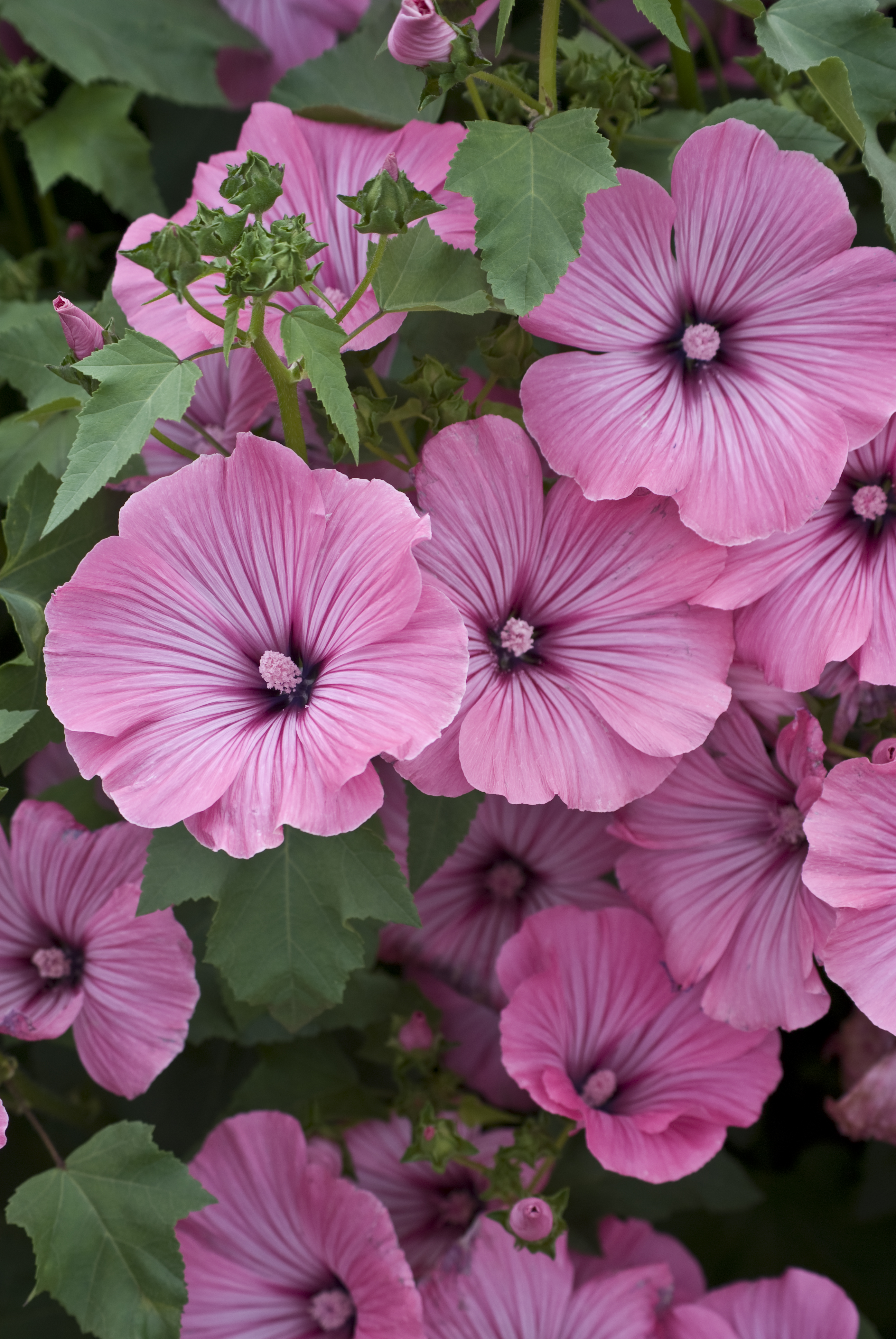
Kwiaty ślazówki letniej

Ślazówka (Lavatera L.) – rodzaj roślin z rodziny ślazowatych. Klasyfikacja taksonomiczna rodzaju jest kłopotliwa ze względu na nieprecyzyjny jego rozdział w stosunku do rodzaju ślaz (Malva). W zależności od ujęcia należy tu od 10–12 do około 25 gatunków. Rośliny te występują w Makaronezji, obszarze Morza Śródziemnego, w Azji i Australii oraz Kalifornii. Rosną na klifach i innych terenach nadmorskich, na terenach skalistych i nieużytkach. W Polsce rośnie dziko ślazówka turyngska L. thuringiaca, a jako gatunek dziczejący (efemerofit) także ślazówka letnia, ś. trzymiesięczna (L. trimestris), poza tym kilka gatunków jest uprawianych jako rośliny ozdobne.
Nazwa naukowa upamiętnia Johana Heinricha Lavatera (1611–1691) – lekarza z Zurychu.

## Morfologia
PokrójRośliny jednoroczne, byliny oraz krzewy, o pędach prosto wzniesionych, osiągających do 3 m wysokości, nagich lub gwiazdkowato owłosionych.
LiścieSkrętoległe, długoogonkowe, z przylistkami. Przylistki szybko odpadające, wąskotrójkątne, lancetowate do równowąskich. Blaszka liściowa w zarysie lancetowata do jajowatej i zaokrąglonej, u nasady zaokrąglona lub zbiegająca, niepodzielona lub dłoniasto klapowana, z 3–7 klapami. Blaszka rzadko całobrzega, zwykle karbowana lub ząbkowana. Liście zwykle miękko owłosione.
KwiatyWyrastają pojedynczo lub w pęczkach w kątach liści tworząc długą wiechę w górnej części pędu. Pod kwiatem kieliszek z trzech jajowatych listków zrośniętych u nasady. Działek kielicha jest 5 i są one także zrośnięte. Pięć płatków korony ma barwę białą, różową do purpurowej, zwykle z ciemniejszymi, czerwonymi żyłkami, na szczycie płatki są tępe lub wycięte, u nasady zbiegają w krótki paznokieć. Pręciki są liczne, z nitkami zrośniętymi w kolumnę. Zalążnia dyskowata, górna, utworzona z wielu owocolistków ((9–) 12–22 (–40)), z licznymi szyjkami słupków zrośniętych w kolumnę w dolnej części, na górze ze znamionami nitkowatymi.
OwoceRozłupnie z jednym okółkiem jednonasiennych i niepękających rozłupek. Mają kształt kulistawy do spłaszczonego, z rozrośniętą stożkowato lub dyskowato nasadą słupkowia. Owoce otulone są trwałymi działkami kielicha.

## Systematyka
Rodzaj tradycyjnie odróżniany od podobnych roślin z rodzaju ślaz (Malva) na podstawie kubeczkowato zrośniętych listków kieliszka. Analizy molekularne w zasadzie nie wykazują podziału na te rodzaje, a w każdym razie zrośnięcie kieliszka nie jest trafnym kryterium podziału. Z kryteriów morfologicznych użyteczne wydają się różnice w budowie owoców, przy czym postulowane jest przeniesienie części zaliczanych tu gatunków (zwłaszcza kalifornijskich i australijskich) do rodzaju Malva. W niektórych ujęciach cały rodzaj jest włączany do rodzaju Malva.
Gdy rodzaj jest wyodrębniany, klasyfikowany jest do plemienia Malveae, podrodziny Malvoideae w rodzinie ślazowatych Malvaceae.
Wykaz gatunków
- Lavatera bryoniifolia Mill.
- Lavatera cachemiriana Cambess.
- Lavatera × clementii Cheek – ślazówka Clementa
- Lavatera flava Desf.
- Lavatera hispanica Mill. – ślazówka nadmorska
- Lavatera oblongifolia Boiss.
- Lavatera olbia L. – ślazówka olbijska
- Lavatera punctata All.
- Lavatera thuringiaca L. – ślazówka turyngska
- Lavatera triloba L.
- Lavatera trimestris L. – ślazówka letnia, ś. trzymiesięczna

## Zastosowanie
Jako popularne rośliny ozdobne uprawiana jest ślazówka letnia, turyngska i olbijska oraz mieszańce międzygatunkowe.